# La Y
La Y är en ort i kommunen Otzolotepec i delstaten Mexiko i Mexiko. Samhället hade 1 969 invånare vid folkräkningen år 2020.